# Seznam barcelonských hrabat

Znak Aragonského království, původně erb Ramona Berenguera IV.

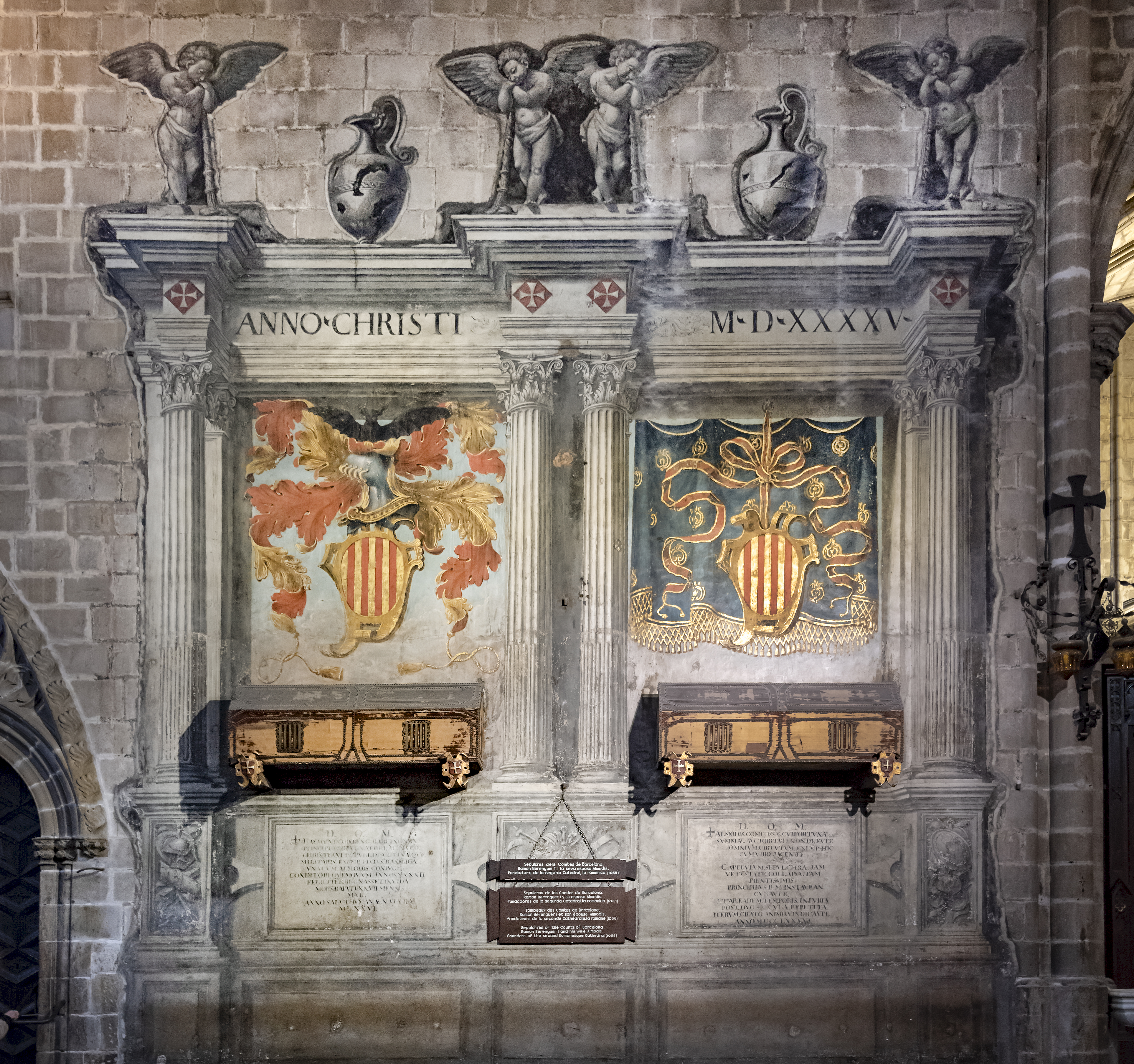
Pohřební tumby Ramona Berenguera I. a jeho ženy Almodis de la Marche v barcelonské katedrále

## Barcelonská hrabata
- 801–820 Bera
- 820–826 Rampó
- 826–832 Bernard I.
- 832–835 Berenguer
- 835–844 Bernard I. (podruhé)
- 844–848 Sunifred I.
- 848–850 Vilém
- 850–852 Aleran
- 852–858 Odalric
- 858–865 Humfrid
- 865–878 Bernard z Gothie
- 878–897 Guifredo I. Chlupatý
- 897–911 Guifredo II. Borell
- 911–947 Sunyer I.
- 947–992 Borrell II.
- 947–966 Miro
- 992–1017 Ramon Borrell
- 1017–1035 Berenguer Ramon I. Křivý
- 1035–1076 Ramon Berenguer I. Starý
- 1076–1082 Ramon Berenguer II. Plavovlasý (spoluvládce se svým bratrem – dvojčetem Berenguerem Ramonem II.)
- 1076–1097 Berenguer Ramon II. Bratrovrah (1076–1082 spoluvládce se svým bratrem – dvojčetem Ramonem Berenguerem II. a poté 1082–1097 se svým synovcem Ramonem Berenguerem III.)
- 1082–1131 Ramon Berenguer III. Veliký (1082–1097 spoluvládce se svým strýcem Berenguerem Ramonem II.)
- 1131–1162 Ramon Berenguer IV. Svatý (manželka Petronilla (1150), aragonská královna)
- 1162–1196 Alfons (od 1162 aragonský král)

Pak již následovali v držení titulu barcelonských hrabat aragonští králové.